# Grand Prix automobile du Texas 2001
Navigation
Édition précédente
Le Grand Prix automobile du Texas 2001 (officiellement appelé le 2001 Leather Center Grand Prix of Texas), disputé sur le 4 mars 2001 sur le circuit du Texas Motor Speedway est la première manche de l'American Le Mans Series 2001. C'est l'unique fois dans l'histoire de l'American Le Mans Series que les 12 Heures de Sebring ne soit pas la première course du calendrier.

## Course
Voici le classement provisoire au terme de la course.
- Les vainqueurs de chaque catégorie sont signalés par un fond jauni.
- Pour la colonne Pneus, il faut passer le curseur au-dessus du modèle pour connaître le manufacturier de pneumatiques.

| Pos.   | Classe | N° | Écurie                              | Pilotes                            | Châssis                     | Pneus | Tours |
| Pos.   | Classe | N° | Écurie                              | Pilotes                            | Moteur                      | Pneus | Tours |
| ------ | ------ | -- | ----------------------------------- | ---------------------------------- | --------------------------- | ----- | ----- |
| 1      | LMP900 | 1  | Audi Sport North America            | Tom Kristensen Rinaldo Capello     | Audi R8                     | M     | 117   |
| 1      | LMP900 | 1  | Audi Sport North America            | Tom Kristensen Rinaldo Capello     | Audi 3.6L Turbo V8          | M     | 117   |
| 2      | LMP900 | 2  | Audi Sport North America            | Frank Biela Emanuele Pirro         | Audi R8                     | M     | 117   |
| 2      | LMP900 | 2  | Audi Sport North America            | Frank Biela Emanuele Pirro         | Audi 3.6L Turbo V8          | M     | 117   |
| 3      | LMP900 | 50 | Panoz Motor Sports                  | Jan Magnussen David Brabham        | Panoz LMP07                 | M     | 117   |
| 3      | LMP900 | 50 | Panoz Motor Sports                  | Jan Magnussen David Brabham        | Élan (Zytek) 4.0L V8        | M     | 117   |
| 4      | LMP900 | 38 | Champion Racing                     | Dorsey Schroeder (en) Andy Wallace | Audi R8                     | M     | 117   |
| 4      | LMP900 | 38 | Champion Racing                     | Dorsey Schroeder (en) Andy Wallace | Audi 3.6L Turbo V8          | M     | 117   |
| 5      | LMP900 | 51 | Panoz Motor Sports                  | Klaus Graf Gualter Salles (en)     | Panoz LMP-1 Roadster-S      | M     | 116   |
| 5      | LMP900 | 51 | Panoz Motor Sports                  | Klaus Graf Gualter Salles (en)     | Élan 6L8 6.0L V8            | M     | 116   |
| 6      | LMP900 | 49 | Panoz Motor Sports                  | Jay Cochran Richard Dean           | Panoz LMP-1 Roadster-S      | M     | 113   |
| 6      | LMP900 | 49 | Panoz Motor Sports                  | Jay Cochran Richard Dean           | Élan 6L8 6.0L V8            | M     | 113   |
| 7      | GTS    | 3  | Corvette Racing                     | Ron Fellows Johnny O'Connell       | Chevrolet Corvette C5-R     | G     | 108   |
| 7      | GTS    | 3  | Corvette Racing                     | Ron Fellows Johnny O'Connell       | Chevrolet 7.0L V8           | G     | 108   |
| 8      | GT     | 23 | Alex Job Racing                     | Lucas Luhr Sascha Maassen          | Porsche 911 GT3 RS          | M     | 108   |
| 8      | GT     | 23 | Alex Job Racing                     | Lucas Luhr Sascha Maassen          | Porsche 3.6L Flat-6         | M     | 108   |
| 9      | GT     | 22 | Alex Job Racing                     | Randy Pobst (en) Christian Menzel  | Porsche 911 GT3 RS          | M     | 107   |
| 9      | GT     | 22 | Alex Job Racing                     | Randy Pobst (en) Christian Menzel  | Porsche 3.6L Flat-6         | M     | 107   |
| 10     | GT     | 6  | Prototype Technology Group          | Boris Said Hans-Joachim Stuck      | BMW M3                      | Y     | 107   |
| 10     | GT     | 6  | Prototype Technology Group          | Boris Said Hans-Joachim Stuck      | BMW 3.2L I6                 | Y     | 107   |
| 11     | GT     | 30 | Petersen Motorsports                | Johnny Mowlem Bob Wollek           | Porsche 911 GT3 R           | M     | 107   |
| 11     | GT     | 30 | Petersen Motorsports                | Johnny Mowlem Bob Wollek           | Porsche 3.6L Flat-6         | M     | 107   |
| 12     | GT     | 42 | BMW Motorsport Schnitzer Motorsport | Jörg Müller JJ Lehto               | BMW M3                      | M     | 107   |
| 12     | GT     | 42 | BMW Motorsport Schnitzer Motorsport | Jörg Müller JJ Lehto               | BMW 3.2L I6                 | M     | 107   |
| 13     | GT     | 99 | Kelly-Moss Motorsports              | Anthony Lazzaro Christophe Bouchut | Porsche 911 GT3 RS          | Y     | 106   |
| 13     | GT     | 99 | Kelly-Moss Motorsports              | Anthony Lazzaro Christophe Bouchut | Porsche 3.6L Flat-6         | Y     | 106   |
| 14     | GT     | 10 | Prototype Technology Group          | Bill Auberlen Niclas Jönsson       | BMW M3                      | Y     | 106   |
| 14     | GT     | 10 | Prototype Technology Group          | Bill Auberlen Niclas Jönsson       | BMW 3.2L I6                 | Y     | 106   |
| 15     | GTS    | 45 | American Viper Racing               | Erik Messley Terry Borcheller      | Dodge Viper GTS-R           | D     | 106   |
| 15     | GTS    | 45 | American Viper Racing               | Erik Messley Terry Borcheller      | Dodge 8.0L V10              | D     | 106   |
| 16     | GT     | 52 | Seikel Motorsport                   | Stefano Buttiero (en) Tony Burgess | Porsche 911 GT3 RS          | Y     | 102   |
| 16     | GT     | 52 | Seikel Motorsport                   | Stefano Buttiero (en) Tony Burgess | Porsche 3.6L Flat-6         | Y     | 102   |
| 17     | GT     | 17 | Trinkler Racing                     | Owen Trinkler Jeff Altenburg (en)  | Chevrolet Corvette C5 LM-GT | G     | 98    |
| 17     | GT     | 17 | Trinkler Racing                     | Owen Trinkler Jeff Altenburg (en)  | Chevrolet 5.7L V8           | G     | 98    |
| 18     | GT     | 98 | Kelly-Moss Motorsports              | Cort Wagner Rick Polk              | Porsche 911 GT3 R           | Y     | 98    |
| 18     | GT     | 98 | Kelly-Moss Motorsports              | Cort Wagner Rick Polk              | Porsche 3.6L Flat-6         | Y     | 98    |
| 19     | GTS    | 44 | American Viper Racing               | Tom Weickardt Joe Ellis            | Dodge Viper GTS-R           | D     | 96    |
| 19     | GTS    | 44 | American Viper Racing               | Tom Weickardt Joe Ellis            | Dodge 8.0L V10              | D     | 96    |
| 20 DNF | GTS    | 4  | Corvette Racing                     | Andy Pilgrim Kelly Collins         | Chevrolet Corvette C5-R     | G     | 61    |
| 20 DNF | GTS    | 4  | Corvette Racing                     | Andy Pilgrim Kelly Collins         | Chevrolet 7.0L V8           | G     | 61    |
| 21 DNF | LMP675 | 11 | Roock-KnightHawk Racing             | Steven Knight Mel Hawkins          | Lola B2K/40                 | A     | 23    |
| 21 DNF | LMP675 | 11 | Roock-KnightHawk Racing             | Steven Knight Mel Hawkins          | Nissan (AER) VQL 3.4L V6    | A     | 23    |
| 22 DNF | GT     | 12 | Aspen Knolls MCR                    | Shane Lewis Vic Rice               | Callaway C12-R              | G     | 14    |
| 22 DNF | GT     | 12 | Aspen Knolls MCR                    | Shane Lewis Vic Rice               | Chevrolet 7.0L V8           | G     | 14    |

## Statistiques
- Pole Position - #2 Audi Sport North America - 1:15.887
- Record du tour - #2 Audi Sport North America - 1:14.542
- Distance - 437,594 km
- Vitesse moyenne - 158,261 km/h